# Каньякумари (округ)
Каньякумари (англ. Kanyakumari) — округ в индийском штате Тамилнад. Образован 1 ноября 1956 года. Административный центр — город Нагеркойл. Площадь округа — 1684 км². По данным всеиндийской переписи 2001 года население округа составляло 1 676 034 человека. Уровень грамотности взрослого населения составлял 87,6 %, что значительно выше среднеиндийского уровня (59,5 %). Доля городского населения составляла 65,3 %.
Часть территории округа занимает Тигриный заповедник Калаккад Мундантураи.